# Lodwar
Lodwar és una ciutat de la província de Rift Valley a Kenya. Una de les principals activitats de la ciutat és el turisme. El 2019 tenia 82.970 habitants.